# Praça de Colombo

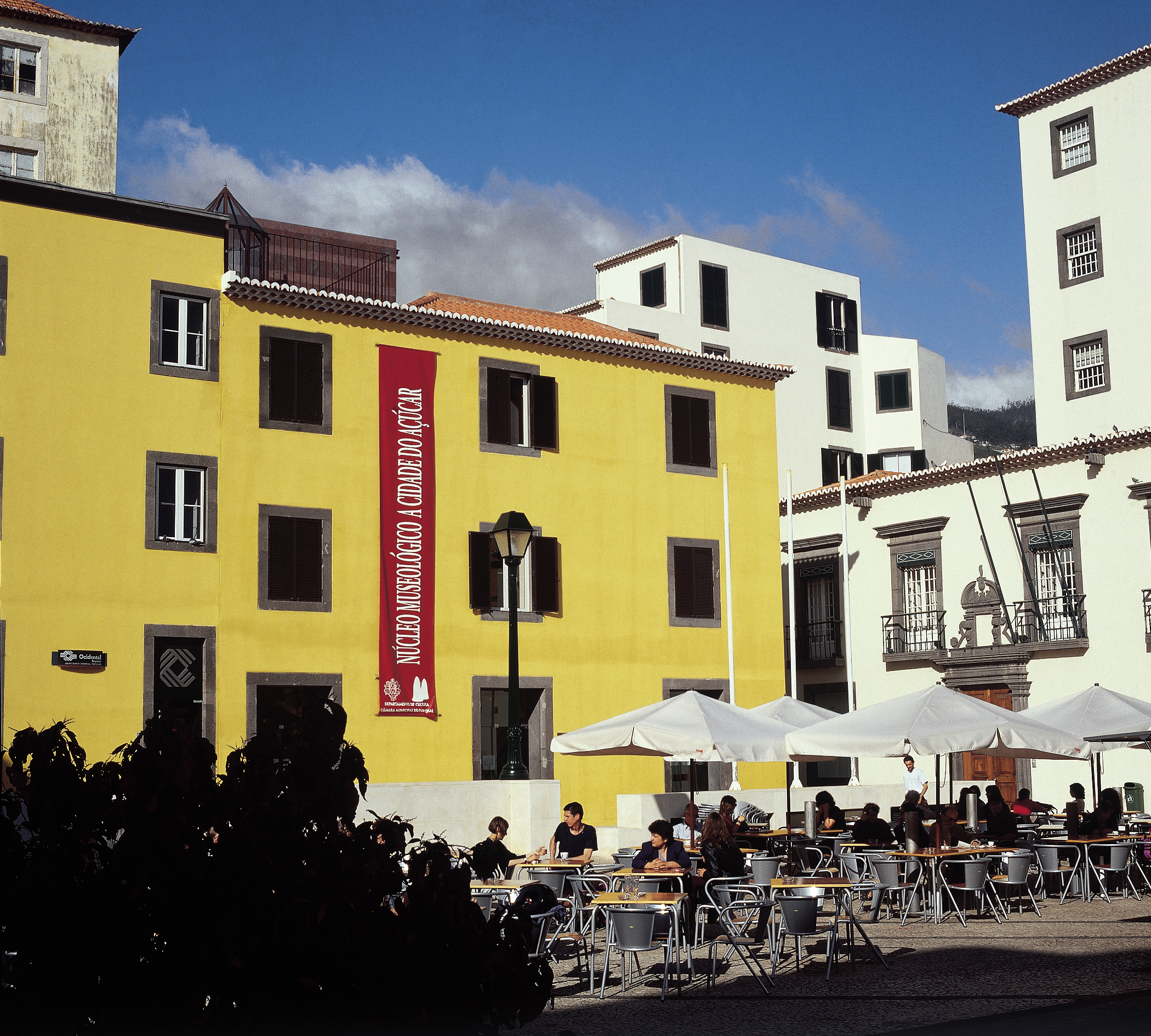
Núcleo Museológico da Cidade do Açúcar (esq.) e secção regional do Tribunal de Contas (dir.)

A praça de Colombo situa-se no Funchal, ilha da Madeira, Portugal. É também conhecida como praça Amarela, devido a esta ser a cor predominante dos edifícios circundantes. A praça é de construção recente, resultando de um projeto de recuperação da zona que terminou em 1993.

## História
A praça foi denominada em honra do navegador quatrocentista Cristóvão Colombo, o qual, segundo consta, terá vivido numa casa situada no mesmo local por altura da sua estada na Madeira, em 1498. Essa casa apalaçada tinha sido construída em 1494 e pertencia a João de Esmenaut ou João Esmeraldo, o velho, que hoje empresta o seu nome à rua que delimita a praça a leste — a rua do Esmeraldo. Os palacetes que existiam na zona viriam a ser demolidos em 1876.
Mais recentemente, o lugar da praça era ocupado por armazéns e lojas. No entanto, após um grande incêndio na década de 1970 que os deixou em ruínas e na sequência da degradação geral dos edifícios do quarteirão, em 1984, a Câmara Municipal do Funchal decidiu recuperar toda esta área, demolindo os edifícios e fazendo a praça. Em 1989, durante as obras, inicia-se uma investigação arqueológica do local e algum do material então encontrado encontra-se atualmente em exibição no Núcleo Museológico da Cidade do Açúcar a norte da praça.
Conforme o projeto de recuperação da área, em 1990, foi construído o parque de estacionamento subterrâneo, em 1992, finalizou-se o museu do Açúcar e, em 1993, concluiu-se a praça.